# 盧敬堯
盧敬堯（1993年6月7日—）是台灣男子羽毛球選手。

## 簡歷

### 2011年-2013年 初露鋒芒
2011年7月，盧敬堯與黃主恩二人出戰印度勒克瑙舉行的亞洲青年羽毛球錦標賽，在男雙決賽以14-21、13-21負於同胞黃柏睿 / 林家佑，屈居亞軍。
2013年1月，盧敬堯與賴佳玟合作，代表亞柏羽球隊出戰中華民國102年度第1次全國羽球排名賽，在甲組決戰以2比0（21-17、21-13）擊敗李勝木/程文欣，獲個人生涯首個全國冠軍。同年3月，他与曾敏豪出战越南羽毛球國際挑戰賽，在男双準决赛以0比2（16-21、13-21）不敌队友的廖敏竣/楊博涵。同年9月，他分别与黃柏睿以及白馭珀出战波蘭羽毛球國際賽，在男双準决赛以1比2（12-21、21-19、13-21）不敌赛会2号种子、印尼的克里斯托弗·鲁斯迪安托/Trikusuma Wardhana；而混双决赛以1比2（15-21、21-16、15-21）不敌队友的王齊麟/吳玓蓉。同期9月，他与黃柏睿出战捷克羽毛球國際賽，在男双準决赛以1比2（21-19、17-21、11-21）不敌队友的陳中仁/王齊麟。同年11月，他与马来西亚的麦喜俊出战馬來西亞羽毛球國際挑戰賽，在男双準决赛以1比2（17-21、21-19、16-21）不敌赛会7号种子、印尼的西华努斯·盖尔/阿尔弗兰·埃科·普拉塞特亚。

### 2014年-2015年 國際賽奪冠
2014年3月，盧敬堯與黃柏睿出战法國羽毛球國際賽，在男双準决赛以0比2（18-21、13-21）不敌法国的巴斯蒂安·凯尔索迪/加埃唐·米特莱尔泽。同年4月，他与黃柏睿出战芬蘭羽毛球公開賽，在男双决赛以0比2（18-21、17-21）不敌赛会头号种子、丹麦的安德斯·斯考劳普·拉斯姆森/金·阿斯特鲁普·索伦森。同年8月，他与黃柏睿出战新加坡羽毛球國際系列賽，在男双决赛以2比1（21-14、15-21、21-16）击败了赛会2号种子、马来西亚的Jagdish Singh/Tan Wee Long Roni，赢得冠军。同年9月，他与黃柏睿出战印尼羽毛球大師賽，在男双準决赛以0比2（18-21、11-21）不敌赛会5号种子、印尼的西华努斯·盖尔/凯文·桑加亚·苏卡穆约。
2015年3月，盧敬堯与田子傑出战越南羽毛球國際挑戰賽，在男双决赛以2比1（21-13、14-21、23-21）力克赛会8号种子、新加坡的许永凯/亨德拉·维加亚，赢得冠军。同年7月，他代表中華台北（臺北市立大學）出戰韓國光州市舉行的世界大學生運動會羽毛球比賽，與姜凱心合作贏得混合雙打銀牌。賽後，他表示奪牌是意料之外，並期許自己兩年後能在台北世大運討回金牌。

### 2016年-2017年 三奪國際賽冠軍
2016年3月，盧敬堯與林上凱出战懷卡托羽毛球國際賽，在男双準决赛以0比2（20-22、16-21）不敌赛会头号种子、队友的劉韋辰/楊博涵。此后，他与楊博涵的搭档連續參加三站歐洲羽聯巡迴賽中的比利時羽毛球國際賽、波蘭羽毛球國際賽、布拉格羽毛球公開賽均收穫冠軍；这其中分别在决赛中击败了丹麦的弗雷德里克·科爾貝爾/拉斯穆斯·弗萊德伯格（比分：21-13、21-13）、英格兰的克里斯托弗·高斯/格雷戈里·梅尔斯（比分：21-16、21-9）、丹麦的马蒂亚斯·贝尔-斯密特/弗雷德里克·瑟高（比分：21-17、20-22、21-15）。同年11月，他与楊博涵出战馬來西亞羽毛球國際挑戰賽，在男双决赛以0比2（9-21、13-21）不敌赛会6号种子、东道主的徐家铭/劉雋程，赢得亚军。同年12月，他与楊博涵出战韓國羽毛球大師賽，在男双準决赛以0比2（16-21、16-21）不敌韩国新老组合的金載煥/高成炫。
2017年1月，盧敬堯与楊博涵出战印度羽毛球黃金大獎賽，在男双决赛以0比2（14-21、15-21）不敌头号种子、丹麦强档的玛蒂亚斯·鲍伊/卡斯腾·摩根森，赢得亚军。同年6月，他与楊博涵出战澳洲羽毛球超級賽，在男双準决赛以0比2（15-21、15-21）不敌赛会3号种子、日本强档的嘉村健士/園田啟悟，首次打进超级赛四强最好佳绩。同期6月，他与楊博涵出战中華台北羽球公開賽，在男双準决赛以0比2（19-21、24-26）不敌赛会头号种子、队友的李哲輝/李洋。同年7月，他与楊博涵出战加拿大羽毛球大獎賽，在男双準决赛以0比2（13-21、20-22）不敌韩国新秀的金元昊/徐承宰。同期7月，他与楊博涵出战美國羽毛球黃金大獎賽，在男双决赛以1比2（21-15、13-21、13-21）不敌赛会2号种子、日本的井上拓斗/金子祐樹，赢得亚军。同年8月，他參加苏格兰格拉斯哥舉行的世界羽毛球錦標賽，他和姜凱心出戰混合双打項目。首圈激战三局以1比2（15-21、21-13、18-21）不敌跨国组合的约根德兰·克里希南/普拉加克塔·沙旺特，48强止步。

### 2022年 歐洲三站表現出色，收下生涯超級賽首冠
10月，盧敬堯與楊博涵出戰歐洲賽場，丹麥羽球公開賽，首輪以 ( 21-11、21-14 ) 擊敗英格蘭頭號男雙選手 本·萊恩/肖恩·文迪。次輪遇上傳奇組合穆罕默德·阿赫桑/亨德拉·塞蒂亞萬以( 21-19、21-17 )終結生涯對戰五連敗。在八強 ( 12-21、15-21 ) 敗給了印尼雙阿組合法賈·阿爾弗蘭/穆罕默德·里安·阿利安托。
緊接著出戰法國羽毛球公開賽，首輪以 ( 21-15、15-21、21-17 ) 擊敗當時世界排名第一的马库斯·费尔纳尔迪·吉德翁/凯文·桑加亚·苏卡穆约，也終結對戰三連敗。次輪再以( 24-22、21-16 ) 擊敗中國新雙塔組合劉雨辰/歐烜屹。八強遇上當年全英賽冠軍，印尼的M·S·菲克里/巴加斯·毛拉納激戰三局以( 21-16、18-21、21-16 ) 闖進半決賽，在半決賽上以( 21-15、21-14 ) 直落二再次擊敗本·萊恩/肖恩·文迪進入決賽，在決賽以( 13-21、19-21 )惜敗印度組合萨维克赛拉吉·兰基雷迪/奇拉格·谢提，獲得首個750賽亞軍，創下生涯最佳成績。
接下來的海洛羽毛球公開賽，連過到八強時遇上中國梁王組合梁偉鏗/王昶激戰三局險勝( 21-19、19-21、21-19 )，並在四強 ( 21-14，15-21，21-14 )力克丹麥選手金·阿斯特魯普/A·S·拉斯姆森，最後在決賽以些微差距( 11-21，21-17，25-23)差距下戰勝隊友李哲輝/楊博軒，收下他們生涯超級賽首冠。

## 主要比賽成績
| 年份   | 賽事                     | 公開賽級別 | 項目     | 搭檔   | 成績   |
| ------ | ------------------------ | ---------- | -------- | ------ | ------ |
| 2011年 | 亞洲青年羽毛球錦標賽     | 其他       | 男子雙打 | 黃主恩 | 亞軍   |
| 2013年 | 越南羽毛球國際挑戰賽     | 國際挑戰賽 | 男子雙打 | 曾敏豪 | 準決賽 |
| 2013年 | 波蘭羽毛球國際賽         | 國際系列賽 | 男子雙打 | 黃柏睿 | 準決賽 |
| 2013年 | 波蘭羽毛球國際賽         | 國際系列賽 | 混合雙打 | 白馭珀 | 亞軍   |
| 2013年 | 捷克羽毛球國際賽         | 國際挑戰賽 | 男子雙打 | 黃柏睿 | 準決賽 |
| 2013年 | 馬來西亞羽毛球國際挑戰賽 | 國際挑戰賽 | 男子雙打 | 麦喜俊 | 準決賽 |
| 2014年 | 法國羽毛球國際賽         | 國際挑戰賽 | 男子雙打 | 黃柏睿 | 準決賽 |
| 2014年 | 芬蘭羽毛球公開賽         | 國際挑戰賽 | 男子雙打 | 黃柏睿 | 亞軍   |
| 2014年 | 新加坡羽毛球國際系列賽   | 國際系列賽 | 男子雙打 | 黃柏睿 | 冠軍   |
| 2014年 | 印尼羽毛球大師賽         | 黃金大獎賽 | 男子雙打 | 黃柏睿 | 準決賽 |
| 2015年 | 越南羽毛球國際挑戰賽     | 國際挑戰賽 | 男子雙打 | 田子傑 | 冠軍   |
| 2015年 | 世界大學運動會羽毛球比賽 | 其他       | 混合雙打 | 姜凱心 | 銀牌   |
| 2016年 | 懷卡托羽毛球國際賽       | 未來系列賽 | 男子雙打 | 林上凱 | 準決賽 |
| 2016年 | 比利時羽毛球國際賽       | 國際挑戰賽 | 男子雙打 | 楊博涵 | 冠軍   |
| 2016年 | 波蘭羽毛球國際賽         | 國際系列賽 | 男子雙打 | 楊博涵 | 冠軍   |
| 2016年 | 布拉格羽毛球公開賽       | 國際挑戰賽 | 男子雙打 | 楊博涵 | 冠軍   |
| 2016年 | 馬來西亞羽毛球國際挑戰賽 | 國際挑戰賽 | 男子雙打 | 楊博涵 | 亞軍   |
| 2016年 | 韓國羽毛球大師賽         | 大獎賽     | 男子雙打 | 楊博涵 | 準決賽 |
| 2017年 | 印度羽毛球黃金大獎賽     | 黃金大獎賽 | 男子雙打 | 楊博涵 | 亞軍   |
| 2017年 | 泰國羽毛球大師賽         | 黃金大獎賽 | 男子雙打 | 楊博涵 | 亞軍   |
| 2017年 | 澳洲羽毛球超級賽         | 超級賽     | 男子雙打 | 楊博涵 | 準決賽 |
| 2017年 | 中華台北羽球公開賽       | 黃金大獎賽 | 男子雙打 | 楊博涵 | 準決賽 |
| 2017年 | 加拿大羽毛球大獎賽       | 大獎賽     | 男子雙打 | 楊博涵 | 準決賽 |
| 2017年 | 美國羽毛球黃金大獎賽     | 黃金大獎賽 | 男子雙打 | 楊博涵 | 亞軍   |
| 2018年 | 亞洲運動會羽毛球比賽     | 其他       | 男子團體 | －     | 銅牌   |
| 2018年 | 中華台北羽毛球公開賽     | 超級300賽  | 男子雙打 | 楊博涵 | 準決賽 |
| 2018年 | 澳門羽毛球公開賽         | 超級300賽  | 男子雙打 | 楊博涵 | 準決賽 |
| 2018年 | 韓國羽毛球大師賽         | 超級300賽  | 男子雙打 | 楊博涵 | 準決賽 |
| 2019年 | 泰國羽毛球大師賽         | 超級300賽  | 男子雙打 | 楊博涵 | 亞軍   |
| 2019年 | 西班牙羽毛球大師賽       | 超級300賽  | 男子雙打 | 楊博涵 | 準決賽 |
| 2019年 | 瑞士羽毛球公開賽         | 超級300賽  | 混合雙打 | 李佳馨 | 準決賽 |
| 2019年 | 加拿大羽毛球公開賽       | 超級100賽  | 男子雙打 | 楊博涵 | 準決賽 |
| 2019年 | 丹麥羽毛球公開賽         | 超級750賽  | 男子雙打 | 楊博涵 | 準決賽 |
| 2020年 | 西班牙羽毛球大師賽       | 超級300賽  | 男子雙打 | 楊博涵 | 準決賽 |
| 2022年 | 法國羽毛球公開賽         | 超級750賽  | 男子雙打 | 楊博涵 | 亞軍   |
| 2022年 | 海洛羽球公開賽           | 超級300賽  | 男子雙打 | 楊博涵 | 冠軍   |
| 2023年 | 台北羽球公開賽           | 超級300賽  | 男子雙打 | 楊博涵 | 亞軍   |
| 2023年 | 澳洲羽球公開賽           | 超級500賽  | 男子雙打 | 楊博涵 | 準決賽 |
| 2024年 | 湯姆斯盃                 | 其他       | 男子團體 | －     | 季軍   |
| 2024年 | 印尼泗水羽球國際挑戰賽   | 國際挑戰賽 | 男子雙打 | 吳冠勳 | 亞軍   |

| 2007-2017年 | 首要超級賽 | 超級賽 | 黃金大獎賽 | 大獎賽 | 國際挑戰賽 | 國際系列賽 | 未來系列賽 | 其他 |

| 2018-2026年 | 總決賽 | 超級1000賽 | 超級750賽 | 超級500賽 | 超級300賽 | 超級100賽 | 國際挑戰賽 | 國際系列賽 | 未來系列賽 | 其他 |

### 奧運會和世錦賽參賽紀錄
|          | 搭檔   | 2017 | 2018 | 2019 | 2020 | 2021  | 2022 | 2023 |
| -------- | ------ | ---- | ---- | ---- | ---- | ----- | ---- | ---- |
| 男子雙打 | 楊博涵 | 16強 | 64強 | 64強 | －   | 32強1 | 32強 | 16強 |
|          |        |      |      |      |      |       |      |      |
| 混合雙打 | 姜凱心 | 64強 | 64強 | －   | －   | －    | －   | －   |

- ^  注解1：賽前退賽

## 外部連結
- 盧敬堯/Ching Yao Lu的Facebook專頁
- 盧敬堯的Instagram帳戶